# Gunhild Hoffmeister
Gunhild Hoffmeister (Forst, 6 luglio 1944) è una politica ed ex mezzofondista tedesca orientale, l'unica atleta tedesca ad aver vinto tre medaglie olimpiche nel mezzofondo.

## Biografia
Nel 1971 prese parte ai campionati europei di atletica leggera di Helsinki conquistando la medaglia d'argento nei 1500 metri piani e concludendo la gara degli 800 metri piani con il ritiro durante la finale.
Nel 1972 fu medaglia d'oro negli 800 metri piani ai campionati europei indoor di Grenoble, facendo registrare il nuovo record della manifestazione. Lo stesso anno, ai Giochi olimpici di Monaco di Baviera, conquistò la medaglia d'argento nei 1500 metri piani e quella di bronzo negli 800 metri piani.
Il 1974 fu per lei l'anno delle tre medaglie europee: ai campionati europei indoor di Göteborg fu medaglia di bronzo negli 800 metri piani, mentre agli Europei outdoor di Roma fu argento negli 800 metri piani e oro nei 1500 metri piani, anche in quest'ultimo caso con il record dei campionati.
Nel 1976 conquistò la medaglia d'argento nei 1500 metri piani ai Giochi olimpici di Montréal.
Dal 1971 al 1976 fu membro della Camera del Popolo, la camera unica del parlamento della Repubblica Democratica Tedesca. Fino al 1990 è stata membro del Consiglio della Deutscher Turn- und Sportbund (DTSB), la federazione sportiva nazionale della Germania Est. Dopo la riunificazione tedesca lavorò a Berlino come terapista per la riabilitazione sportiva.

## Record mondiali
- 1000 metri piani: 2'35"9 ( Potsdam, 20 agosto 1972)

## Palmarès
| Anno | Manifestazione  | Sede     | Evento       | Risultato | Prestazione | Note                  |
| ---- | --------------- | -------- | ------------ | --------- | ----------- | --------------------- |
| 1971 | Europei         | Helsinki | 800 m piani  | Finale    | dnf         |                       |
| 1971 | Europei         | Helsinki | 1500 m piani | Argento   | 4'10"30     |                       |
| 1972 | Europei indoor  | Grenoble | 800 m piani  | Oro       | 4'14"62     | Record dei campionati |
| 1972 | Giochi olimpici | Monaco   | 800 m piani  | Bronzo    | 1'59"19     |                       |
| 1972 | Giochi olimpici | Monaco   | 1500 m piani | Argento   | 4'02"83     |                       |
| 1974 | Europei indoor  | Göteborg | 800 m piani  | Bronzo    | 2'02"59     |                       |
| 1974 | Europei         | Roma     | 800 m piani  | Argento   | 1'58"81     |                       |
| 1974 | Europei         | Roma     | 1500 m piani | Oro       | 4'02"25     | Record dei campionati |
| 1976 | Giochi olimpici | Montréal | 1500 m piani | Argento   | 4'06"02     |                       |

## Campionati nazionali
- 15 volte campionessa tedesca orientale assoluta outdoor
- 2 volte campionessa tedesca orientale assoluta indoor

## Altre competizioni internazionali
1970
- Coppa Europa di atletica leggera ( Budapest)

1973
- Coppa Europa di atletica leggera ( Edimburgo)